# Спостерігачі (Marvel Comics)
Спостерігачі (англ. Watchers) — вигадана раса прибульців з коміксів американського видавництва Marvel Comics. Найпершим і, напевне, найвідомішим спостерігачем є Уату. Він був створений Стеном Лі та Джеком Кірбі і дебютував у коміксі Fantastic Four #13, що вийшов у квітні 1963 року.
Вперше в рамках кіновсесвіту Marvel спостерігачі з'явились у фільмі «Вартові галактики 2» (2017) у сцені, де вони вислуховують історії Стена Лі. Уату з'явився у мультсеріалі за мотивами кіновсесвіту «What If?», роль озвучив Джеффрі Райт.

## Вигадана історія
Спостерігачі є одними з найдавніших космічних сутностей у всесвіті Marvel. Їхнім завданням є збирання інформації з усіх куточків відомого простору та спостерігання за різними цивілізаціями. Це правило виникло після того, як раса допомогла просіліканам, передавши їм свої знання та деякі технології. Вони ж використали технології для створення ядерної зброї, яка врешті-решт знищила їх. Коли спостерігачі повернулись, то вцілілі звинуватили їх у спричиненні катастрофи, тому що просілікани не були готові до високих технологій. Відтоді представники раси зобов'язались ніколи не втручатись в життя інших цивілізацій.
Один зі спостерігачів, Уату, порушив дану обіцянку і розкрив себе земній супергеройській команді Фантастична четвірка. При першій їхній зустрічі, він змусив супергероїв битися з Червоним Привидом і його супермавпами, таким чином запобігши завоюванню Місяця, де Уату проживав, слідкуючи за Землею. Він подякував четвірці та сказав, що вирушить у віддаленіший куточок галактики для спостерігання за людством. Неодноразово Уату допомагав земним героям у боротьбі з небезпеками глобального масштабу — Молекулярною людиною, Галактусом та Надмозком. 
Лідер виявив існування Уату та відслідкував місце розташування його рідного світу. Щоб отримати Досконалу Машину (в якій зберігаються всі дані спостережень і знання спостерігачів), він послав туди Галка. Галк переміг у битві Амфібію Кнакса, який теж прийшов за Машиною. Спостерігач переніс їх подалі від неї та перемістив Кнакса до його дому, а Галка до його бази. Останній все-таки забрав Досконалу Машину, попри попередження спостерігача. Лідер перехватив її та вирішив активувати на Землі. Однак величезна кількість інформації виявилася занадто великою навіть для мозку Лідера. Він впав непритомний на землю. Галк припустив, що він помер від шоку. Коли Галк сам спробував використати пристрій, Уату дозволив йому почути голос Ріка Джонса і перший вимкнув Машину. Спостерігач повернув її додому.
Внаслідок сильного втручання в місію солдата крі Мар-Велла, на Уату відкривають судову справу. Під час суду спостерігачі милують його, але за умови, що він більше ніколи не буде втручатись в справи Всесвіту.
Уату був посланий своєю расою на допомогу Фантастичній четвірці у боротьбі з його племінником — спостерігачем-ренегатом Ароном, який планував знищити весь Всесвіт. Пізніше, Небожитель Тіамут просканув Уату та дізнався, що він порушив головне правило спостерігачів близько 400 разів.
Також існує окрема група спостерігачів, що відділилася від інших. Вона має назву Критики, тому що не тільки спостерігає за подіями у Всесвіті, а й критикує їх. Єдиний відомий критик носить вуса, козлину борідку, сонцезахисні окуляри та вдягнений в спортивний костюм.
Коли Нова ненадовго відвідує Уату, то стає свідком того, як він спостерігає за альтернативними всесвітами. Під час цього заняття, Нова дізнається, що батько Уату був тим самим спостерігачем, що дав просіліканам ядерні технології, тому тепер він шукає альтернативний всесвіт, у якому вчинок його батька був правильним рішенням.

## Фізичні характеристики

### Біологія та зовнішній вигляд
Спостерігачі зображені як істоти-гуманоїди, але з великою та непропорційною до тіла головою, зазвичай більшим ростом за середньостатистичну людину. Як і люди, вони мають чотири кінцівки та по п'ять пальців на кожній. Колір очей жовтий або абсолютно білий без зрачка. Волосся в них немає. 

### Сили та здібності
Спостерігачі є космічними сутностями, які володіють вродженою здатністю досягти практично будь-якого бажаного ефекту, включаючи розширення особистих умінь, маніпулювання часом та простором, контролювання молекул, викид енергії та різноманітні розумові сили. Вони також мають доступ до високотехнологічних технологій.

## Відомі представники
- Акба — спостерігач, що був присутній під час потенційного колапсу Всесвіту.[13]
- Арон — спостерігач-ренегат.
- Еґма — був присутній під час потенційного колапсу Всесвіту, коли спостерігав за битвою Квазара з Мальстремом і його повелителем Забуттям.[13]
- Едда — теж був присутній під час колапсу. [13]
- Ейху — був свідком та вплинув на результат битви Дивака і Надмозку.[14]
- Емну — лідер Вищої Ради Рідного Світу, який виступив проти впровадження нових технологій для просіліканів.[15]
- Енґу — помічений на суді над Уату.[16]
- Ета — жінка-спостерігач, що живе на плавучому острові Надприродний Світ.[17]
- Ечче — перший спостерігач, який побачив новонародженого Галактуса. Він відчув небезпеку від малюка, але не знищив його, дозволивши йому в майбутньому стати Пожирачем Світів.[18]
- Єут —  спостерігач із Землі-374, який розповів історію Проктора Месникам.[19]
- Зома — був присутній на суді над затворниками.[20]
- Ікор — батько Уату, головним чином причетний до інциденту з просіліканами.[15]
- Інґ — присутній на суді над Уату.[16]
- Каяр — виявив затворників.[20]
- Критики — група спостерігачів, що коментують те, що спостерігають.[21]
- Ксеку.
- Один — довірена особа спостерігачів, що зберігав колективні знання інших представників раси.[22] Пізніше, був вбитий Екситаром.[9]
- Окам — також вплинув на битву Дивака і Надмозку.[14]
- Отму — спостерігач, закріплений за галактикою Ші'ар.[23]
- Спостерігач Каліші — спостерігач, який слідкував за планетою Каліші.[24]
- Талмадж — немовля.[25]
- Той, Хто Викликає — лідер спостерігачів, який зацікавився целестіалом Екситаром.[26]
- Уалу — був помічений під час битви між Квазаром та Отму.[23]
- Уату — закріплений за планетою Земля і був першим представником раси, що порушив правило тільки спостерігати, коли втрутився в битву між Фантастичною четвіркою та Галактусом.[27]
- Уйліґ — родом з Землі-691, пережив атаку Бога-Яструба на спостерігачів.[28]
- Улана — спостерігач-жінка та любовний інтерес Уату.[29]
- Ураво — молода спостерігач жіночої статі, яку послали знайти Уату, після того, як він відмовився від своїх повноважень.[30]

## Альтернативні версії

### What If
У більшості випусках серії коміксів What If спостерігач Уату виступає в ролі оповідача та пояснює, що б сталось, якби ключові моменти в історії персонажів всесвіту Marvel відбулись іншим чином і до чого б це привело.

### Земля Ікс
В альтернативному всесвіті під назвою Земля Ікс (Земля-9997) Спостерігачі є рабами Селестіалів (або Небожителів). Їх було поневолено після того, як вони не втрутились під час народження Галактуса. Небожителі змушують спостерігачів дивитись через Яйця Селестіалів, що дозволяють народитись ще одному небожителю, як гинуть планети.

### Ultimate Marvel
У всесвіті Ultimate Marvel, а саме в обмеженій серії коміксів Ultimate Origins спостерігачами називають машин, які говорять через свою людину-господаря (С'ю Шторм). Вони обирають Ріка Джонса своїм вісником, щоб допомогти людям пережити майбутню кризу.

## Поза коміксів

### Мультсеріали
- Уату два рази з'являвся у мультсеріалі 1967 року «Фантастична четвірка», де був озвучений Полом Фрізом.
- Спостерігач Уату фігурував в історіях про Неймовірного Галка в анімаційному шоу «Супергерої Marvel».
- Уату в якості камео з'явився в «Людях Ікс» 1992 року.
- Той же Уату фігурував у мультсеріалі «Фантастична четвірка» 1994 року. Роль озвучив Алан Оппенгеймер.
- Спостерігачі з'являлись у «Срібному Серфері», що вийшов у 1998 році.
- Уату, озвучений Дейвом Ботом, був присутній в епізоді Tremble at the Might of...MODOK дитячого мультсеріалу «The Super Hero Squad». Він виступає на Великій Дійсно Дивовижній Конвенції Чудового Ноггіна (англ. Big Really Amazing Immense Noggin Convention), розповідаючи МОДОКу події Big Head Super Team-Up #141, але останній перебиває спостерігача, говорячи, що він викраде Фрактал Вічності для поневолення Доктора Дума та знищення Супергеройського Загону. Уату просто говорить, що він має побачити це. В кінці епізоду Уату дивиться через вікно, як МОДОК тестує свою зброю на Думі. Далі він з'являється у епізоді This Al Dente Earth, де сидить на літаючому кріслі, ласує попкорном та фотографується на фоні битви між героями та Галактусом.
- Уату з'являється в двох мультсеріалах від Disney XD — «Галк і агенти СМЕШ» та «Месники: Загальний збір».
- Оповідь в майбутньому мультсеріалі «What If» на базі однойменного коміксу та на основі фільмів кіновсесвіту Marvel, буде вестися від імені Уату. Його озвучить Джеффрі Райт. Проєкт буде ексклюзивним для платформи Disney+.

### Фільми
- У фільмі «Вартові галактики 2», що є частиною кіновсесвіту Marvel, кілька спостерігачів зустрічаються зі своїм інформатором — Стеном Лі, на астероїді. Він розповідає їм про свої пригоди на Землі. Пізніше, у сцені після титрів, спостерігачі втомлюються вислуховувати його та йдуть геть. Стен обурюється, сказавши, що у нього залишилось ще багато цікавих історій, крім того без них він не зможе повернутись додому.

### Відеоігри
- Уату розповідає сюжет гравцеві у X-Men II: The Fall of the Mutants 1990 року.

- Уату з'являється у режимі «What If...?» відеогри Spider-Man, озвучений Лоренсом Фішборном.

- На спостерігачів є відсилка у відеогрі Marvel: Ultimate Alliance. Якщо гравець запитає про них в Уату, той розповість історію про те, як його раса впроваджувала технології для просіліканів.
- Уату з'явився у мобільній картковій грі Marvel: War of Heroes.
- Спостерігач Уату виступає в ролі оповідача у відеогрі Marvel Avengers: Battle for Earth.
- В кінематографічній заставці Marvel Heroes Уату бореться з Доктором Думом, але останній за допомогою Космічного Кубу вбиває його.
- Той же спостерігач з'явився у Super Hero Squad Online, де є одним з тих, хто збирає фрактали.

### Вебсеріали
- «Спостерігач» — це назва вебсеріалу, що виходив на офіційному каналі Marvel на YouTube. Його розробкою займалась Лоррейн Сінк. Вебсеріал висвітлював новини про комікси, серіали, фільми, відеоігри та іграшки від Marvel.